# Kalix (Gemeinde)
Koordinaten: 65° 51′ N, 23° 9′ O

Kalix ist eine Gemeinde (schwedisch kommun) in der schwedischen Provinz Norrbottens län und der historischen Provinz Norrbotten. Ihr Hauptort ist Kalix.

## Geographie
Die Gemeinde erstreckt sich etwa 50 Kilometer entlang der Küste des bottnischen Meerbusens und von der Küste entlang den Flüssen Kalixälven und Sangisälven ungefähr 50 Kilometer ins Landesinnere.
Weitere größere Ortschaften (Tätorter) neben dem Hauptort sind Båtskärsnäs, Bredviken, Gammelgården, Karlsborg, Morjärv, Nyborg, Påläng, Risögrund, Rolfs, Sangis und Töre. Durch die Gemeinde führen die Europastraßen 4 (Europaväg 4) und 10.

## Wirtschaft
Holzverarbeitende Industrie ist der traditionelle Wirtschaftszweig der Gemeinde. Im Hauptort befinden sich auch Einrichtungen des Provinziallandtages.